# Граинская волость
Граинская волость — упразднённая административно-территориальная единица 3-го уровня и бывшее муниципальное образование со статусом сельского поселения в Красногородском районе Псковской области России.
Административный центр — деревня Лукино.

## География
Территория волости граничила на севере с Ильинской, на северо-западе — с Партизанской, на западе и юге — с Красногородской волостями Красногородского района, на востоке — с Опочецким районом Псковской области.

## История
Постановлением Псковского областного Собрания депутатов от 26 января 1995 года все сельсоветы в Псковской области были переименованы в волости, в том числе Граинский сельсовет был превращён в Граинскую волость с центром в деревне Лукино.
Законом Псковской области от 28 февраля 2005 года в границах волости было также создано муниципальное образование Граинская волость со статусом сельского поселения с 1 января 2006 года в составе муниципального образования Красногородский район со статусом муниципального района.
На референдуме 11 октября 2009 год было поддержано объединение Граинской и Красногородской волостей. Законом Псковской области от 3 июня 2010 года Граинская волость была упразднена, а её территория 1 июля 2010 года включена в состав Красногородской волости.

## Население
Численность населения Граинской волости по переписи населения 2002 года составила 504 жителя.

## Населённые пункты
В состав Граинской волости входила 31 деревня: 
| №  | Населённый пункт | Тип     | Население 2002 г. |
| -- | ---------------- | ------- | ----------------- |
| 1  | Барбашино        | деревня | →0                |
| 2  | Бельково         | деревня | ↘0                |
| 3  | Вершино          | деревня | ↘0                |
| 4  | Глухари          | деревня | ↘0                |
| 5  | Грозново         | деревня | ↘3                |
| 6  | Ершово           | деревня | ↘2                |
| 7  | Зайцы            | деревня | ↘9                |
| 8  | Зубы             | деревня | ↘8                |
| 9  | Кашино           | деревня | ↘2                |
| 10 | Кобылино         | деревня | 0                 |
| 11 | Куртины          | деревня | →0                |
| 12 | Лопатчиха        | деревня | →5                |
| 13 | Лукино           | деревня | ↘67               |
| 14 | Мехово           | деревня | ↘15               |
| 15 | Могильники       | деревня | ↘4                |
| 16 | Морозово         | деревня | ↘19               |
| 17 | Платишино        | деревня | ↘91               |
| 18 | Равгово          | деревня | ↘10               |
| 19 | Рогали           | деревня | ↘2                |
| 20 | Серебренниково   | деревня | ↘3                |
| 21 | Сидорово         | деревня | ↘9                |
| 22 | Соснивица        | деревня | ↘0                |
| 23 | Сукино           | деревня | →2                |
| 24 | Тимохи           | деревня | ↘0                |
| 25 | Тишково          | деревня | ↘0                |
| 26 | Троши            | деревня | ↘1                |
| 27 | Цыбино           | деревня | ↘5                |
| 28 | Шумилы           | деревня | ↘15               |
| 29 | Юренково         | деревня | ↘1                |
| 30 | Яхново           | деревня | ↘0                |
| 31 | Яшково           | деревня | ↘2                |